# Estación de Villanueva de Gállego
La estación de Villanueva de Gállego es una estación ferroviaria situada en el municipio español homónimo, en la provincia de Zaragoza, comunidad autónoma de Aragón. Cuenta con servicios de Media Distancia.

## Situación ferroviaria
Se encuentra ubicada en el punto kilométrico 12,5 de la línea férrea de ancho ibérico que une Madrid con Barcelona a 244 metros de altitud, entre las estaciones de Miraflores y de Zuera. El kilometraje de la línea sufre un reinicio en la capital maña al basarse en antiguos trazados. Forma parte también de la línea férrea de ancho UIC que corre en paralelo a la anterior hasta Tardienta que une Zaragoza con Huesca, siendo su pk el mismo que el anterior.

## Historia
La estación fue abierta al tráfico el 18 de septiembre de 1861, con la apertura del tramo Zaragoza-Lérida de la línea férrea que pretendía conectar Zaragoza con Barcelona. Las obras corrieron a cargo de la Compañía del Ferrocarril de Barcelona a Zaragoza. Buscando mejorar tanto el enlace de la línea con otros trazados, así como su salud financiera la compañía decidió en 1864 unirse con la empresa que gestionaba la línea férrea que enlazaba Zaragoza con Pamplona, dando lugar a la Compañía de los Ferrocarriles de Zaragoza a Pamplona y a Barcelona. Dicha fusión se mantuvo hasta que en 1878 la poderosa Norte que buscaba extender sus actividades al este de la península logró hacerse con la compañía. Norte mantuvo la gestión de la estación hasta que en 1941 se produjo la nacionalización del ferrocarril en España y todas las compañías existentes pasaron a integrarse en la recién creada RENFE. 
Desde 23 de diciembre de 2003 circula sin parada el AVE Huesca<>Madrid Pta. de Atocha. Este hecho hizo que una valla metálica separe dicha vía del edificio de viajeros. 
Desde el 31 de diciembre de 2004 Renfe Operadora explota la línea mientras que Adif es la titular de las instalaciones ferroviarias.

## La estación
Se encuentra al este del municipio. Si bien dispone de un edificio para viajeros el mismo permanace cerrado y vallado de tal forma que el andén lateral no es accesible. Todo el tráfico de viajeros se concentra en el andén central al que se acceden dos vías, ya que el lateral quedó vallado al recibir el tráfico de Alta Velocidad. Para llegar al andén es necesario utilizar un paso subterráneo. 

## Servicios ferroviarios

### Media Distancia
Los servicios de Media Distancia que ofrece Renfe tienen como principales destinos Madrid, Zaragoza, Canfranc y Lérida. 
| Operador | Línea MD | Trenes   | Origen/Destino   |  | Destino/Origen  |
| -------- | -------- | -------- | ---------------- |  | --------------- |
| Renfe    | 38       | Regional | Madrid-Chamartín |  | Lérida          |
| Renfe    | 56       | Regional | Zaragoza         |  | Huesca Canfranc |